# 劉昕
劉 昕（りゅう きん、生没年不詳）は、中国三国時代の魏の帯方太守。

## 人物
建安年間、遼東の公孫康は楽浪郡の屯有県以南の地を割いて帯方郡となし、公孫模、張敞などを遣わして遺民を収め、兵を起こして三韓を伐って服属せしめた。その後、景初中、明帝は帯方太守劉昕、楽浪太守鮮于嗣を遣わし、海を越えて二郡を定め、諸三韓の臣智に邑君、臣智に次ぐ者に邑長の印綬を授けた。かくして韓人は郡に朝貢するようになったが、その際に属国の常として中国から賜った幘を着るのであるが、韓人は美しい幘を着ることを喜び、遂には身分の賤しい者までが自分から勝手に印綬を帯び、幘を着て朝貢し、それが時には千余人にも及んだ。